# لوان ساگیناشویلی
لوان ساگیناشویلی (به گرجی: ლევან საგინაშვილი) (زادهٔ ۱۵ سپتامبر ۱۹۸۸) ملقب به هالک گرجستانی؛ مچ‌انداز حرفه‌ای گرجستانی است که در رده‌بندی دست راست جهان، رتبه ۱ را در اختیار دارد. ساگیناشویلی برنده هفت بار قهرمانی مچ‌اندازی جهان، شش بار قهرمانی مچ‌اندازی اروپا، چهار بار قهرمان وندتا تاپ ۸، و دارنده فعلی عنوان قهرمانی مسابقات قهرمانی فوق سنگین شرق و غرب است و به‌طور گسترده به عنوان قوی‌ترین مچ‌انداز تاریخ شناخته می‌شود.

## سابقه
پس از کسب مدال طلای مچ‌اندازی در بازی‌های جهانی پلیس و آتش در سال ۲۰۱۳ در بلفاست، از وزارت امور داخله گرجستان به وی نشان درجه یک اعطا شد.
در سال ۲۰۱۸ او قهرمان یوروآرم، قهرمانی مچ‌اندازی جهان، و وندتا آل استارز شماره ۵۰ در رومیا، لهستان شد.
لوان مچ‌اندازی را در سن ۲۰ سالگی، پس از اینکه در یک ورزشگاه آن را مشاهده کرد، شروع کرد. بلافاصله پس از آن قهرمان جهان شد. او تنها تا به حال توسط یکی دیگر از قهرمانان گرجستانی گنادی کویکوینیا به چالش کشیده شده است. در فرمت سوپرمچ مدرن، او یک سطح بالاتر از رقابت شدید باقی می‌ماند.
لوان در سراسر جهان به عنوان قوی‌ترین مچ‌انداز در تاریخ این ورزش شناخته می‌شود. او هرگز در سوپرمچ حتی یک بار هم شکست نخورده است.
در ۲۰ آوریل ۲۰۲۴، ساگیناشویلی پس از آسیب‌دیدگی شدید مچ دست بازگشت و دوون لارات را در مسابقات قهرمانی فوق سنگین‌وزن شرق و غرب شکست داد.

## مسابقات/مسابقات قابل توجه
| سال  | مسابقات                                                                                      | مکان | دست      | کلاس وزنی                    |
| ---- | -------------------------------------------------------------------------------------------- | ---- | -------- | ---------------------------- |
| ۲۰۲۴ | پادشاه میز ۱۳ - نیوجرسی، ایالات متحده (۱۴ دسامبر ۲۰۲۴) لوان ساگیناشویلی ۴ : ۰ جری کادورت     | ۱    | دست راست | فوق سنگین وزن                |
| ۲۰۲۴ | شرق در مقابل غرب ۱۲ – استانبول، ترکیه (۲۰ آوریل ۲۰۲۴) لوان ساگیناشویلی ۴ : ۰ دوون لارات      | ۱    | دست راست | فوق سنگین وزن                |
| ۲۰۲۳ | پادشاه میز ۶ - دبی، امارات متحده عربی (۲۵ فوریه ۲۰۲۳) لوان ساگیناشویلی ۴ : ۲ هرمس گاسپارینی  | ۱    | دست راست | فوق سنگین وزن                |
| ۲۰۲۲ | پادشاه میز ۴ - دبی، امارات متحده عربی (۲۵ ژوئن ۲۰۲۲) لوان ساگیناشویلی ۶ : ۰ دوون لارات       | ۱    | دست راست | فوق سنگین وزن                |
| ۲۰۲۱ | وندتا تاپ ۸ – کیف ، اوکراین (۵ سپتامبر ۲۰۲۱) لوان ساگیناشویلی ۶ : ۰ دیو چفی                  | ۱    | دست راست | +۱۰۵ کیلوگرم                 |
| ۲۰۱۹ | تور زلوتی و وندتا تاپ ۸ – رومیا، لهستان (۸ دسامبر ۲۰۱۹) لوان ساگیناشویلی ۶ : ۰ ویتالی لالتین | ۱    | دست راست | +۱۰۵ کیلوگرم                 |
| ۲۰۱۹ | وندتا تاپ ۸ - شنژن، چین (۱۴ سپتامبر ۲۰۱۹) لوان ساگیناشویلی ۶ : ۰ کیدیرگالی اونگاربایف        | ۱    | دست راست | +۱۰۵ کیلوگرم                 |
| ۲۰۱۹ | وندتا تاپ ۸ – کوچینگ، مالزی (۵ آوریل ۲۰۱۹) لوان ساگیناشویلی ۶ : ۰ تیم برسنان                 | ۱    | دست راست | +۱۰۵ کیلوگرم                 |
| ۲۰۱۸ | وندتا – آل استارز ۵۰ – رومیا ، لهستان (۱۸ نوامبر ۲۰۱۸) لوان ساگیناشویلی ۶ : ۰ دیمیتری تروبین | ۱    | دست راست | +۱۰۵ کیلوگرم                 |
| ۲۰۱۸ | مسابقات جهانی مچ‌اندازی ۲۰۱۸ (WAF) – آنتالیا، ترکیه                                           | ۱    | دست چپ   | بزرگسالان مردان ۱۱۰+ کیلوگرم |
| ۲۰۱۸ | مسابقات جهانی مچ‌اندازی ۲۰۱۸ (WAF) – آنتالیا، ترکیه                                           | ۱    | دست راست | بزرگسالان مردان ۱۱۰+ کیلوگرم |
| ۲۰۱۸ | یوروآرم ۲۰۱۸ – صوفیه، بلغارستان                                                              | ۱    | دست چپ   | بزرگسالان مردان ۱۱۰+ کیلوگرم |
| ۲۰۱۸ | یوروآرم ۲۰۱۸ – صوفیه، بلغارستان                                                              | ۱    | دست راست | بزرگسالان مردان ۱۱۰+ کیلوگرم |
| ۲۰۱۷ | زلوتی تور – رومیا، لهستان                                                                    | ۱    | دست چپ   | بزرگسالان مردان ۱۱۰+ کیلوگرم |
| ۲۰۱۷ | زلوتی تور – رومیا، لهستان                                                                    | ۱    | دست راست | بزرگسالان مردان ۱۱۰+ کیلوگرم |
| ۲۰۱۷ | مسابقات جهانی مچ‌اندازی ۲۰۱۷ (WAF) – بوداپست، مجارستان                                        | ۱    | دست چپ   | بزرگسالان مردان ۱۱۰+ کیلوگرم |
| ۲۰۱۷ | مسابقات جهانی مچ‌اندازی ۲۰۱۷ (WAF) – بوداپست، مجارستان                                        | ۵    | دست راست | بزرگسالان مردان ۱۱۰+ کیلوگرم |
| ۲۰۱۷ | یوروآرم ۲۰۱۷ – کاتوویتسه، لهستان                                                             | ۱    | دست چپ   | بزرگسالان مردان ۱۱۰+ کیلوگرم |
| ۲۰۱۷ | یوروآرم ۲۰۱۷ – کاتوویتسه، لهستان                                                             | ۱    | دست راست | بزرگسالان مردان ۱۱۰+ کیلوگرم |
| ۲۰۱۶ | مسابقات جهانی مچ‌اندازی ۲۰۱۶ (WAF) – بلاگووگراد، بلغارستان                                    | ۱    | دست چپ   | بزرگسالان مردان ۱۱۰+ کیلوگرم |
| ۲۰۱۶ | مسابقات جهانی مچ‌اندازی ۲۰۱۶ (WAF) – بلاگووگراد، بلغارستان                                    | ۲    | دست راست | بزرگسالان مردان ۱۱۰+ کیلوگرم |
| ۲۰۱۶ | یوروآرم ۲۰۱۶ – بخارست، رومانی                                                                | ۱    | دست چپ   | بزرگسالان مردان ۱۱۰+ کیلوگرم |
| ۲۰۱۶ | یوروآرم ۲۰۱۶ – بخارست، رومانی                                                                | ۴    | دست راست | بزرگسالان مردان ۱۱۰+ کیلوگرم |
| ۲۰۱۵ | مسابقات جهانی مچ‌اندازی ۲۰۱۵ (WAF) – کوالالامپور، مالزی                                       | ۱    | دست چپ   | بزرگسالان مردان ۱۱۰+ کیلوگرم |
| ۲۰۱۵ | مسابقات جهانی مچ‌اندازی ۲۰۱۵ (WAF) – کوالالامپور، مالزی                                       | ۲    | دست راست | بزرگسالان مردان ۱۱۰+ کیلوگرم |
| ۲۰۱۴ | مسابقات جهانی مچ‌اندازی ۲۰۱۴ (WAF) – ویلنیوس، لیتوانی                                         | ۱    | دست چپ   | بزرگسالان مردان ۱۱۰+ کیلوگرم |
| ۲۰۱۴ | مسابقات جهانی مچ‌اندازی ۲۰۱۴ (WAF) – ویلنیوس، لیتوانی                                         | ۱    | دست راست | بزرگسالان مردان ۱۱۰+ کیلوگرم |
| ۲۰۱۴ | یوروآرم ۲۰۱۴ – باکو، آذربایجان                                                               | ۶    | دست چپ   | بزرگسالان مردان ۱۱۰+ کیلوگرم |
| ۲۰۱۴ | یوروآرم ۲۰۱۴ – باکو، آذربایجان                                                               | ۲    | دست راست | بزرگسالان مردان ۱۱۰+ کیلوگرم |
| ۲۰۱۴ | مسابقات قهرمانی ملی مچ‌اندازی گرجستان – تفلیس، گرجستان                                        | ۱    | دست چپ   | بزرگسالان مردان ۱۰۰+ کیلوگرم |
| ۲۰۱۴ | مسابقات قهرمانی ملی مچ‌اندازی گرجستان – تفلیس، گرجستان                                        | ۱    | دست راست | بزرگسالان مردان ۱۰۰+ کیلوگرم |
| ۲۰۱۳ | مسابقات جهانی مچ‌اندازی ۲۰۱۳ (WAF) - گدنیا، لهستان                                            | ۴    | دست چپ   | بزرگسالان مردان ۱۱۰+ کیلوگرم |
| ۲۰۱۳ | مسابقات جهانی مچ‌اندازی ۲۰۱۳ (WAF) - گدنیا، لهستان                                            | ۹    | دست راست | بزرگسالان مردان ۱۱۰+ کیلوگرم |
| ۲۰۱۳ | مسابقات قهرمانی ملی مچ‌اندازی گرجستان - تفلیس، گرجستان                                        | ۲    | دست چپ   | بزرگسالان مردان ۱۰۰+ کیلوگرم |
| ۲۰۱۳ | مسابقات قهرمانی ملی مچ‌اندازی گرجستان - تفلیس، گرجستان                                        | ۳    | دست راست | بزرگسالان مردان ۱۰۰+ کیلوگرم |
| ۲۰۱۲ | مسابقات قهرمانی ملی مچ‌اندازی گرجستان – تفلیس، گرجستان                                        | ۲    | دست چپ   | بزرگسالان مردان ۱۰۰+ کیلوگرم |
| ۲۰۱۲ | مسابقات قهرمانی ملی مچ‌اندازی گرجستان – تفلیس، گرجستان                                        | ۲    | دست راست | بزرگسالان مردان ۱۰۰+ کیلوگرم |